# Noss Head, Highland
Noss Head är en udde i Storbritannien.   Den ligger i kommunen Highland och riksdelen Skottland, i den norra delen av landet, 800 km norr om huvudstaden London.
Terrängen inåt land är platt. Havet är nära Noss Head åt nordost.  Närmaste större samhälle är Wick, 5,1 km sydväst om Noss Head. 